# 曼杩区
曼杩区，是缅甸联邦第一特区木邦县下辖的一个区。

## 行政区划
曼杩区下辖以下等乡镇：
- 曼杩乡[1]